# Olímpio Gomes
Olímpio Gomes é um político brasileiro, filiado ao PDT.
Em 2010, foi eleito deputado estadual para a 17ª legislatura (2011-2015).